# Right By Your Side
Right By Your Side er Eurythmics' ottende single og udkom i 1983 fra albummet Touch.
Den udskiller sig meget fra alle de andre Eurythmics-sange ved, at den har et hurtigere tempo, der spilles på trommer af jern og der bruges også marimbaer. Tekstmæssigt er den også meget anderledes, da det er en glad kærlighedssang.
Right By Your Side blev Eurythmics' fjerde sang på Billboard-listen